# البورا، لیت
البورا، لیت (به لاتین: Albuera, Leyte) یک سکونتگاه مسکونی در فیلیپین است که در لیته واقع شده‌است.

## خصوصیات
البورا ۳۰۳٫۳۵ کیلومترمربع مساحت و ۴۰٬۵۵۳ نفر جمعیت دارد.